# Mercedes-Benz W247
Mercedes-Benz W247 (eller Mercedes-Benz B-klass) är en MPV som den tyska biltillverkaren Mercedes-Benz introducerade på bilutställningen i Paris i oktober 2018.

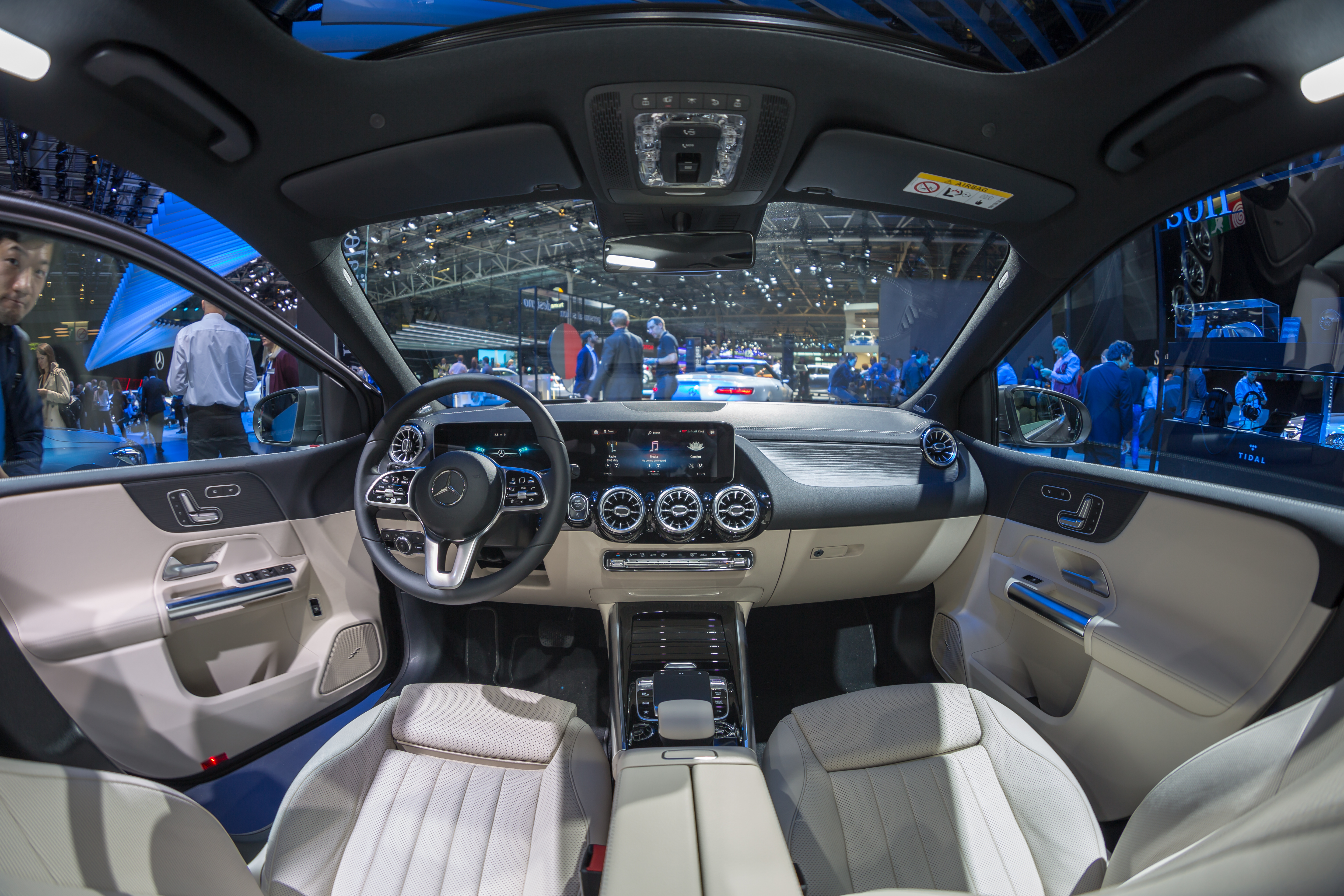
Interieur

Versioner:
| Modell | Årsmodell | Motor                      | Cylindervolym | Effekt | Bränsle                            |
| ------ | --------- | -------------------------- | ------------- | ------ | ---------------------------------- |
| B160 d | 2019-20   | OM607: 4-cyl radmotor DOHC | 1461 cm³      | 95 hk  | Common rail turbodiesel            |
| B180 d | 2019-20   | OM607: 4-cyl radmotor DOHC | 1461 cm³      | 116 hk | Common rail turbodiesel            |
| B180 d | 2021-     | OM654: 4-cyl radmotor DOHC | 1950 cm³      | 116 hk | Common rail turbodiesel            |
| B200 d | 2019-     | OM654: 4-cyl radmotor DOHC | 1950 cm³      | 150 hk | Common rail turbodiesel            |
| B220 d | 2019-     | OM654: 4-cyl radmotor DOHC | 1950 cm³      | 190 hk | Common rail turbodiesel            |
| B160   | 2019-22   | M282: 4-cyl radmotor DOHC  | 1332 cm³      | 109 hk | Direktinsprutning, turbo           |
| B180   | 2019-     | M282: 4-cyl radmotor DOHC  | 1332 cm³      | 136 hk | Direktinsprutning, turbo           |
| B200   | 2019-     | M282: 4-cyl radmotor DOHC  | 1332 cm³      | 163 hk | Direktinsprutning, turbo           |
| B220   | 2019-     | M260: 4-cyl radmotor DOHC  | 1991 cm³      | 190 hk | Direktinsprutning, turbo           |
| B250   | 2019-     | M260: 4-cyl radmotor DOHC  | 1991 cm³      | 224 hk | Direktinsprutning, turbo           |
| B250 e | 2020-     | M282: 4-cyl radmotor DOHC  | 1332 cm³      | 218 hk | Direktinsprutning, turbo + elmotor |